# Marc Llinares
Marc Llinares Barragán (Barcellona, 26 agosto 1999) è un calciatore spagnolo, difensore dello Śląsk Breslavia.

## Carriera

### Club
Il 23 gennaio 2025 viene acquistato a titolo definitivo dalla squadra polacca dello Śląsk Breslavia.

## Statistiche

### Presenze e reti nei club
Statistiche aggiornate al 18 maggio 2025.
| Stagione         | Squadra          | Campionato       | Campionato | Campionato | Coppe nazionali | Coppe nazionali | Coppe nazionali | Coppe continentali | Coppe continentali | Coppe continentali | Altre coppe | Altre coppe | Altre coppe | Totale | Totale |
| Stagione         | Squadra          | Comp             | Pres       | Reti       | Comp            | Pres            | Reti            | Comp               | Pres               | Reti               | Comp        | Pres        | Reti        | Pres   | Reti   |
| ---------------- | ---------------- | ---------------- | ---------- | ---------- | --------------- | --------------- | --------------- | ------------------ | ------------------ | ------------------ | ----------- | ----------- | ----------- | ------ | ------ |
| gen.-giu. 2020   | Algeciras        | SDB              | 3          | 0          | -               | -               | -               | -                  | -                  | -                  | -           | -           | -           | 3      | 0      |
| 2020-2021        | Algeciras        | SDB              | 24         | 3          | -               | -               | -               | -                  | -                  | -                  | -           | -           | -           | 24     | 3      |
| Totale Algeciras | Totale Algeciras | Totale Algeciras | 27         | 3          |                 | -               | -               |                    | -                  | -                  |             | -           | -           | 27     | 3      |
| 2021-2022        | Albacete         | PF               | 20         | 0          | CR              | 2               | 0               | -                  | -                  | -                  | -           | -           | -           | 22     | 0      |
| 2022-2023        | Osasuna B        | PF               | 29         | 1          | -               | -               | -               | -                  | -                  | -                  | -           | -           | -           | 29     | 1      |
| 2023             | Hammarby         | A                | 11         | 0          | CS              | 2               | 0               | UECL               | 0                  | 0                  | -           | -           | -           | 13     | 0      |
| 2024             | Hammarby         | A                | 10         | 1          | CS              | 1               | 0               | -                  | -                  | -                  | -           | -           | -           | 11     | 1      |
| Totale Hammarby  | Totale Hammarby  | Totale Hammarby  | 21         | 1          |                 | 3               | 0               |                    | 0                  | 0                  |             | -           | -           | 24     | 1      |
| gen.-giu. 2025   | Śląsk Breslavia  | EK               | 16         | 0          | CP              | 0               | 0               | -                  | -                  | -                  | -           | -           | -           | 16     | 0      |
| Totale carriera  | Totale carriera  | Totale carriera  | 113        | 5          |                 | 5               | 0               |                    | 0                  | 0                  |             | -           | -           | 118    | 5      |